# Elizabeth Haran

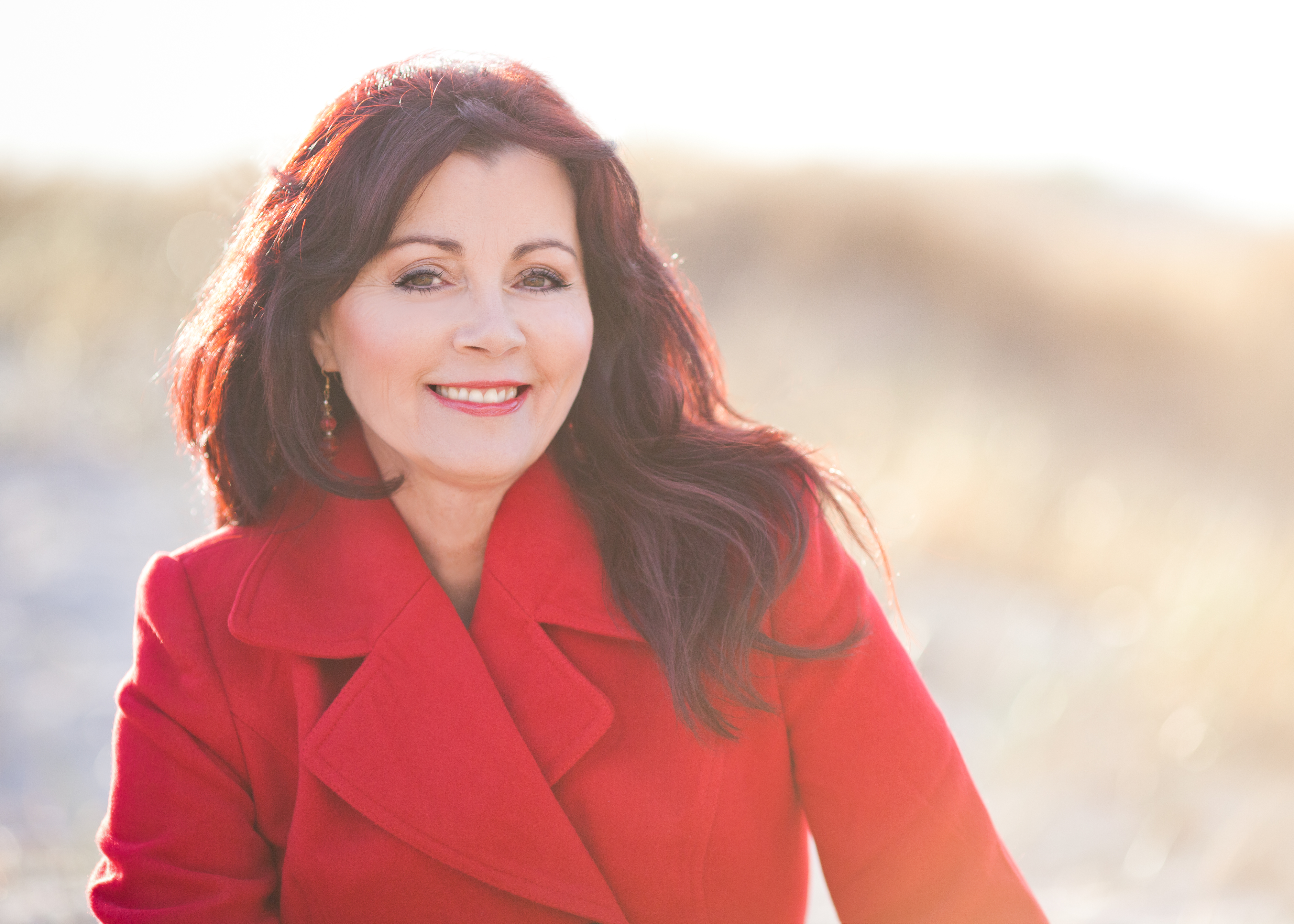
Elizabeth Haran, Mai 2013

Elizabeth Haran (* 1954 in Bulawayo, Südrhodesien) ist eine australische Schriftstellerin. Im deutschsprachigen Raum wurde sie durch ihre historischen Australien-Romane bekannt.

## Leben und Wirken
Haran wurde 1954 in Bulawayo im heutigen Simbabwe geboren und wanderte als Kind zusammen mit ihrer Familie zunächst nach England, später nach Australien aus. Elizabeth Haran begann mit dem Schreiben in ihren frühen Dreißigern und veröffentlichte 2001 ihren ersten Roman mit dem Titel A Woman for all Seasons. Die in ihrer Heimat weitgehend unbekannte Schriftstellerin ist mit ihren historischen Romanen vor allem im deutschsprachigen Raum erfolgreich. Die romantischen Abenteuer spielen im Australien des 19. und 20. Jahrhunderts, jedes in einem anderen Umfeld. Bevor sie in einem Roman einen Ort präsentiert, reist Haran dorthin und erforscht dessen Geschichte.
Sie lebt mit ihrer Familie in Largs Bay, einem Vorort von Adelaide, Südaustralien.

## Rezeption
Elizabeth Harans Werk Im Tal der flammenden Sonne stand elf Wochen auf der Spiegel-Bestsellerliste.
Ihre Bücher wurden bisher in zehn Sprachen veröffentlicht und sind in Deutschland, Spanien, Frankreich und der Tschechischen Republik erhältlich. Sie erschienen zum Teil auch als Hörbücher oder E-Books.

## Werke (Auswahl)
- A woman for all seasons. 2001.
  - deutsche Übersetzung: Im Land des Eukalyptusbaums. Bastei Lübbe, Bergisch Gladbach 2001, ISBN 3-404-14568-2.
  - deutsches Hörbuch: Im Land des Eukalyptusbaums. Lübbe Audio, Bergisch Gladbach 2008, ISBN 978-3-7857-3393-6 (6 CDs, gelesen von Dana Geissler).
- The heart of a sunburned land.
  - Deutsche Übersetzung: Der Ruf des Abendvogels. Lübbe Verlag, Bergisch Gladbach 2002, ISBN 3-404-14727-8 (übersetzt von Monika Ohletz).
- Sunset over Eden.
  - deutsche Übersetzung: Im Glanz der roten Sonne. Lübbe Verlag, Bergisch Gladbach 2003, ISBN 3-404-14928-9.
- Stars in the Southern Sky.
  - deutsche Übersetzung: Ein Hoffnungsstern am Himmel. Bastei Lübbe, Bergisch Gladbach 2004, ISBN 3-404-77201-6 (übersetzt von Monika Ohletz).
- River of Fortune.
  - deutsche Übersetzung: Am Fluss des Schicksals. Lübbe Verlag, Bergisch Gladbach 2005, ISBN 3-404-15307-3 (Übersetzt von Claudia Geng).
- Whispers in the Wind.
  - deutsche Übersetzung: Die Insel der roten Erde. Ehrenwirth, München 2006, ISBN 3-431-03677-5 (übersetzt von Sylvia Strasser).
  - deutsches Hörbuch: Die Insel der roten Erde. Lübbe Audio, Bergisch Gladbach 2008, ISBN 978-3-7857-3184-0 (6 CDs, gelesen von Dana Geissler).
- Under a flaming sky.
  - deutsche Übersetzung: Im Tal der flammenden Sonne. Lübbe Verlag, Bergisch Gladbach 2009, ISBN 978-3-404-15956-7 (übersetzt von Sylvia Strasser und Veronika Dünninger).
  - deutsches Hörbuch: Im Tal der flammenden Sonne. Lübbe Audio, Bergisch Gladbach 2008, ISBN 978-3-7857-3287-8 (6 CDs, gelesen von Dana Geissler).
- The Tantanoola Tiger.
  - deutsche Übersetzung: Im Schatten des Teebaums. Bastei-Lübbe, Bergisch Gladbach 2009, ISBN 978-3-404-16360-1 (übersetzt von Sylvia Strasser und Veronika Dünninger).
- Dance of the fiery blue gums.
  - deutsche Übersetzung: Der Duft der Eukalyptusblüte. Ehrenwirth, Bergisch Gladbach 2009, ISBN 978-3-431-03781-4 (übersetzt von Sylvia Strasser).
- A faraway place in the sun.
  - deutsche Übersetzung: Leuchtende Sonne, weites Land. Lübbe, Köln 2010, ISBN 978-3-431-03813-2 (übersetzt von Sylvia Strasser).
- The Mundi-Mundi Legend.
  - deutsche Übersetzung: Im Hauch des Abendwindes. Ehrenwirth, Bergisch Gladbach 2011, ISBN 978-3-431-03834-7 (übersetzt von Sylvia Strasser).
- Beyond the Red Horizon.
  - deutsche Übersetzung: Der Glanz des Südsterns. Bastei-Lübbe, Köln 2012, ISBN 978-3-431-03853-8 (übersetzt von Isabell Lorenz).
  - deutsches Hörbuch: Der Glanz des Südsterns. Weltbild, Augsburg 2012, ISBN 978-3-86365-185-5 (6 CDs, gelesen von Irina Scholz).
- Walkabout Country.
  - deutsche Übersetzung: Jenseits des Horizonts. Lübbe Verlag, Köln 2013, ISBN 978-3-431-03871-2 (übersetzt von Isabell Lorenz).
- Träume unter roter Sonne. Bastei Lübbe, Köln 2016, ISBN 978-3-404-17392-1 (übersetzt von Ulrike Werner-Richter).
- Eine Liebe in Australien. Lübbe, Köln 2020, ISBN 978-3-7857-2681-5 (übersetzt von Kerstin Ostendorf).
- Fliegende Ärzte. Eine mutige Frau. Lübbe, Köln 2022, ISBN 978-3-7857-2788-1 (übersetzt von Kerstin Ostendorf).
- Ein Traum in Australien. Lübbe, Köln 2023, ISBN 978-3-404-18841-3 (übersetzt von Kerstin Ostendorf).